# Президентские выборы на Шри-Ланке (2010)
Выборы Президента Шри-Ланки 2010 года — шестые президентские выборы в этой стране. О грядущих выборах было сообщено 23 ноября 2009 года, когда действующий президент Махинда Раджапаксе решил провести внеочередные выборы, хотя срок его полномочий истекал лишь в ноябре 2011 года. Кандидаты в президенты были оглашены 17 декабря 2009 года, а сами выборы были проведены 26 января 2010 года.
Действующий президент Раджапаксе был выдвинут от правящей партии Объединённый народный альянс за свободу. Главным соперником Раджапаксе на этих выборах стал бывший командующий армией страны генерал Саратх Фонсека, которого поддержали оппозиционные партии, в частности, Объединённая национальная партия и Janatha Vimukthi Peramuna.
Победу на этих выборах одержал действующий президент Раджапаксе, который набрал более 57 % голосов. Фонсека получил более 40 % голосов, остальные двадцать кандидатов набрали менее чем по 0,5 % каждый.

## Предыстория
В 2005 году Махинда Раджапакса был избран на свой первый президентский срок , победив бывшего премьер-министра Ранила Викрамасингхе , кандидата от Объединенной национальной партии (ОНП). Перед выборами Махинда Раджапакса был премьер-министром при президенте Чандрике Кумаратунге . Раджапакса одержал узкую победу, набрав 190 000 голосов, или 50,29% голосов избирателей. Сепаратистские « Тамильские тигры » призвали к бойкоту выборов в северных и восточных провинциях, что привело к минимальной явке, что, по утверждению оппозиции, привело к их поражению.
Конституция Шри-Ланки позволяет президенту назначить новые выборы через четыре года после начала его первого срока полномочий (согласно Конституции президент избирается на шестилетний срок).  Соответственно, 23 ноября 2009 года президент Раджапакса уведомил Комиссара по выборам о своем намерении провести президентские выборы до истечения срока его полномочий.

## Голосование
Голосование по почте на президентских выборах состоялось 12 и 13 января 2010 года. Для избирателей по почте был предоставлен льготный период до полудня 26 января. Всего было подано 458 154 заявления о проведении заочного голосования , из них 401 118 заявлений было принято Управлением по выборам.  Более 80% избирателей, проголосовавших по почте, проголосовали 12 и 13 января, этот период закончился «без серьезных инцидентов», согласно данным Национального центра наблюдения за опросами и Народной акции за свободные и честные выборы (PAFFREL). .
Голосование на президентских выборах началось в 7 часов утра 26 января 2010 года. Всего по стране было создано 11 098 избирательных участков и 888 счетных пунктов.  Комиссар по выборам потребовал, чтобы избиратели отдали свои голоса в начале дня.
Раджапакса проголосовал утром в Медамулане  , как и лидер оппозиции Ранил Викрамасингхе в Коломбо.  Кандидат Фонсека не голосовал, заявив, что ему не разрешили это сделать, несмотря на его право на участие.  Позже правительство оспорило это, заявив, что, если бы он не имел права голоса, он «не имел бы права быть избранным».  Было объявлено, что против его кандидатуры будет подан иск,  хотя комиссар по выборам постановил, что он имеет право баллотироваться на выборах. К моменту окончания голосования в 16:00 явилось более 70% избирателей, имеющих право голоса, хотя в северных и восточных провинциях эти цифры были менее 20%.  Фондовый рынок Шри-Ланки зафиксировал исторический максимум в день выборов; Фондовая биржа Коломбо подскочила на 1,58%, поднявшись на 131% с момента окончания войны.

## Результат
Окончательная явка составила 74,5%, при этом проголосовал 10 495 451 человек из 14 088 500 зарегистрированных избирателей. Из них 10 393 613 голосов были признаны действительными, а 101 838 отклонены. Согласно конечному результату, Раджапакса был избран на второй срок с 6 015 934 голосами, или 57,88% голосов. Фонсека занял второе место с 4 173 185 голосами, или 40,15%.  Фонсека объявил, что он не согласен с результатами, и что судебный иск будет предпринят. Сторонники Раджапаксы вышли на улицы после объявления результатов, размахивая национальными флагами и зажигая петарды.  Раджапакса назвал свою победу «выбором народа» и что он был тогда президентом всех в стране. 